# Burgus Verőcemaros-Dunamező
Der Burgus Verőcemaros-Dunamező ist ein ehemaliges römisches Militärlager, das als spätantiker Ländeburgus die Überwachung eines Donauübergangs am pannonischen Limes auf dem Gebiet des Barbaricums sicherte. Die heute in Nordungarn liegende, ausgegrabene und restaurierte Anlage befindet sich unmittelbar am Nordufer des Flusses bei Verőce, einem zeitweilig zur Gemeinde Verőcemaros gehörenden Ort in der Flur Dunamező (Donaufeld) im Komitat Pest.

## Lage und Forschungsgeschichte

Der Limes Pannonicus am Pilisgebirge

Die kleine Anlage, vielfach auch unter dem Namen Nógrádverőce oder Verőce publiziert, wurde im Barbaricum, am Nordufer der Donau errichtet. Ihr gegenüber lag auf der Insel Szentendrei (St. Andrä) ein Burgus oder eine weitere Lände. Das Donautal öffnet sich an dieser Stelle und fließt nach Süden hin zu, nachdem es zuvor, von Berghängen eingedrängt, das Donauknie verlassen hat. Der Fluss wird dabei durch die große Insel St. Andrä geteilt, auf der sich mehrere spätrömische Grenzverteidigungsposten befanden. Vom Ländeburgus Verőcemaros-Dunamező aus konnte im Südwesten die engmaschige Wachturmkette auf dem Donausüdufer eingesehen werden und auch mit Blick nach Süden war es möglich, im Notfall den Alarm zu den dort befindlichen Posten weiterzugeben. Mit diesem brückenkopfartigen Burgus am Scheitelpunkt des großen Donauknicks, der dem Fluss über eine lange Strecke die Richtung vorgibt, konnten die Römer potentiellen Angreifern in den Rücken fallen, wenn diese versuchten sollten, das etwas südlicher am Ostufer der Donau beginnende große Wallsystem, den Limes Sarmatiae, zu durchbrechen.
Die Befestigung wurde 1934 von dem Archäologen István Paulovics (1892–1952) freigelegt. Über die Grabung und Funde existiert bis heute jedoch nur ein Vorbericht.

## Baugeschichte

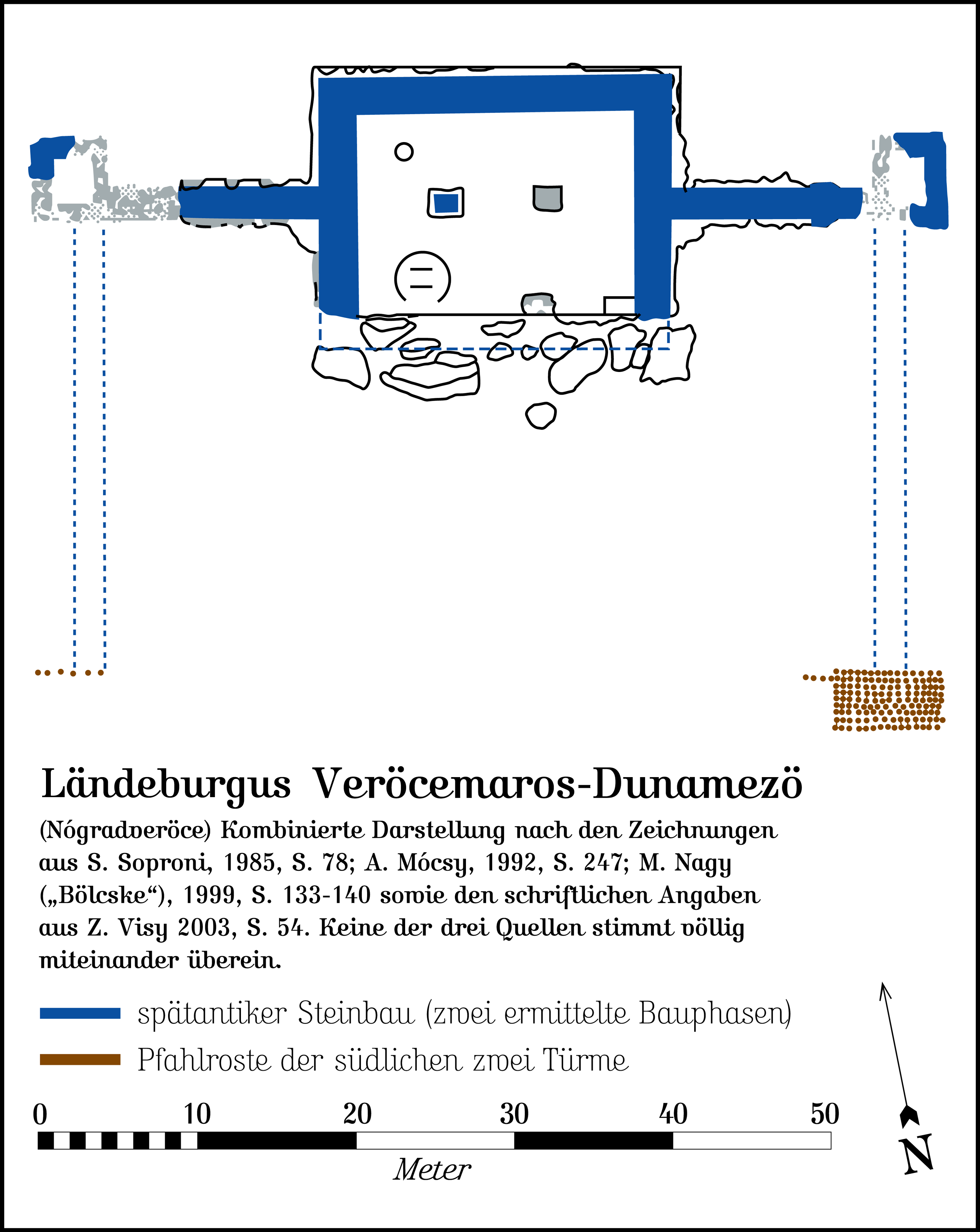
Der Ländeburgus nach den Grabungen von 1934

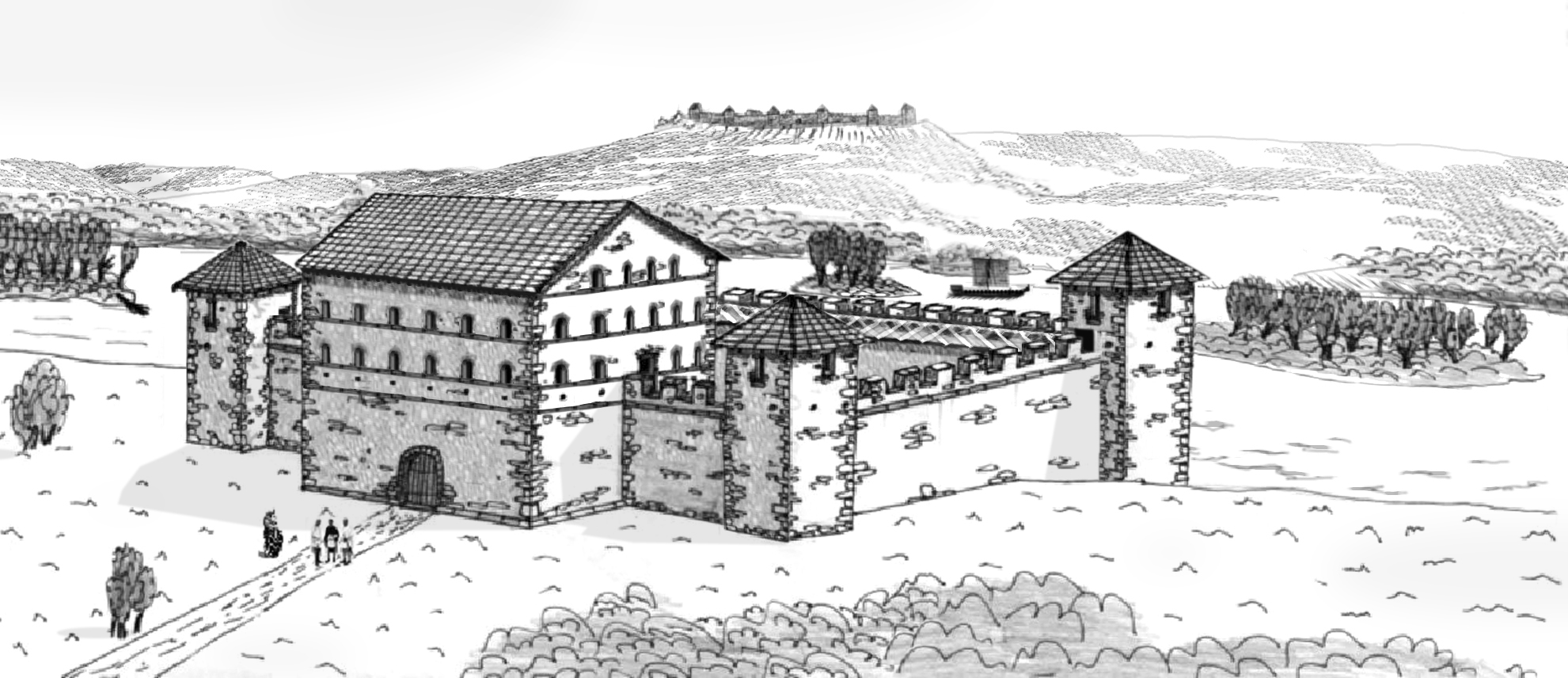
Rekonstruktionsversuch des valentinianischen Ländeburgus contra Florentiam. Ein Graben konnte in Verőcemaros-Dunamező nicht festgestellt werden.

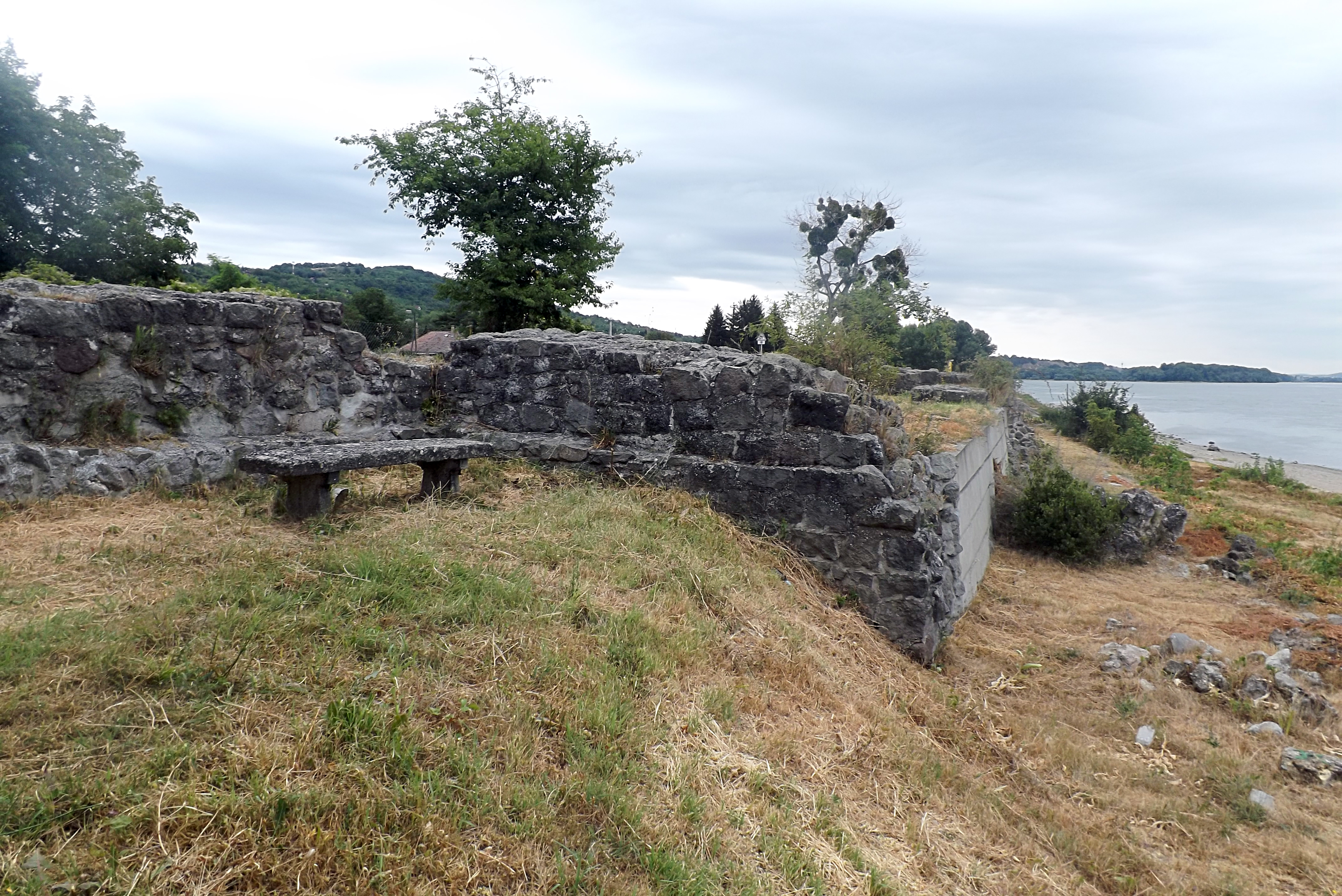
Heutiger Erhaltungszustand mit Blick von Nordwesten auf das Kernwerk (2015)

Das rechteckige, als Wohn- und Wachturm errichtete Zentralgebäude der Fortifikation mit seinen 2,8 Meter durchmessenden Mauern, die auf einem 3,2 Meter breiten Fundament stehen, umfasst 18 × 23 Meter und wurde in einer kombinierten Bautechnik aus Steinen und Ziegeln errichtet. Die Freilegung ergab wie am südlichen Eckturm der Schiffslände von Dunakeszi zwei aufeinanderfolgende Fußbodenniveaus. Den älteren Boden sah der Archäologe Sándor Soproni in Verőcemaros-Dunamező als vorvalentinianisch an, während die Nachgrabungen von Zsolt Mráv in Dunakeszi bereits im Fundament einen valentinianischen Stempel erbrachten. Im Zentralgebäude wurden außerdem zwei mittig platzierte, nebeneinander angeordnete quadratische Ziegelpfeilerfundamente freigelegt. Sie trugen die aufgehende Konstruktion mit mehreren Stockwerken und einem schweren, ziegelgedeckten Dach. Neben den Dachziegeln fanden sich auf dem oberen Fußbodenniveau auch einige Bleiplatten. Der Altphilologe Wilhelm Schleiermacher (1904–1977) erwähnte im Zusammenhang mit den Stützpfeilern des Zentralgebäudes, dass die Anlage ursprünglich vier dieser Tragwerkskonstruktionen besessen haben soll, von denen jedoch die dem Eingang am nächsten liegenden im Auffindezustand bereits sekundär verwendet wurden.
Die südliche Längsseite des Zentralgebäudes folgt dem Donaulauf, von den beiden schmäleren Flanken ging je eine rund 14 Meter lange und zwei Meter starke Mauer rechtwinklig ab. An ihren Endpunkten stand je ein quadratischer, 5 × 5 Meter großer Turm. Ursprünglich knickte von den beiden Türmen – ebenfalls im rechten Winkel zu ihren Längsmauern – je eine weitere Mauer Richtung Ufer hin ab. Die gesamte Anlage bildete ein zur Donau hin offenes Viereck, in dem die Landungszone für die Schiffe und Boote lag. Wie Paulovics festgestellt haben will, wurden die beiden Seitentürme und Flügelmauern noch in römischer Zeit abgebrochen und deren ehemaliger Standort planiert. So wäre das Zentralgebäude zuletzt als solitärer Burgus am Donauufer gestanden. Dieser Umbau könnte um 380 stattgefunden haben. Die vordere Zone der Fortifikation, die in den nassen Uferbereich der Donau gegründet worden war, wurde nach dem Abzug der Römer vom Fluss zerstört. Rund 30 Meter von den Flankentürmen entfernt fand Paulovics noch je eine Gruppe von Eichenholzpfosten im Donaubett, die einst als Unterlage für die in den Strom reichenden beiden Mauern mit ihren abschließenden zwei Türmen in den Grund getrieben worden waren.
Nur spärliche archäologische Angaben liegen über den donauseitigen Ausbau der Ländeburgi vor, da die über eineinhalb Jahrtausende wirkende Erosion durch den Fluss fast alle Spuren beseitigt hat. Lange Zeit glaubte die wissenschaftliche Forschung, dass das von Wehrmauern umschlossene Geviert der befestigten Schiffsanlegeplätze zur Donau hin geöffnet war. Anhand von alten Überlieferungen und Zeichnungen konnte dieses Vorstellung korrigiert werden. So verbreitet sich heute das Bild einer Anlage, die auch flussseitig geschlossen war und dort nur einen speziellen Eingang oder eine größere Öffnung besessen hat. Möglicherweise, um Schiffe vor feindlichen Angriffen gesichert an Land zu ziehen, wie dies Schleiermacher annahm.
Vom Typ her ist die Festung Verőcemaros-Dunamező kein Einzelfall, so wurden ähnliche Anlagen, die auch unter dem Namen Ländeburgus bekannt sind, in Deutschland aufgedeckt. Eine stand in Engers bei Neuwied, eine weitere in Neckarau bei Mannheim. Auch aus Ungarn gibt es weitere Beispiele, wie Grabungen bei Dunafalva, gegenüber dem dortigen Auxiliarkastell Lugio an der südungarischen Donau ergaben.

## Funde und Befunde
Kleinfunde wurden an dieser Befestigung – im Gegensatz zu anderen zeitgleichen Burgi – in auffallend großer Zahl vorgefunden. Neben den für eine zeitliche Einordnung wichtigen Ziegeln wurde eine sehr seltene kleine Glasflasche mit stark eingezogenem Hals aufgefunden, die in die zweite Hälfte des 4. oder in das frühe 5. Jahrhundert datiert wird. Auch andere Stücke, wie aufgearbeitetes Eisen, Becher mit blauer Fadenauflage sowie Keramik weisen darauf hin, dass der Ländeburgus bis in das 5. Jahrhundert belegt war. Allerdings wurde in den Veröffentlichungen der Vergangenheit vielfach der stratigraphischen Schichtung des Fundortes zu wenig Beachtung geschenkt. So gehören im Burgusbereich gefundene Gräber, und Bernsteinstücke von der Ostsee bereits der nachrömischen Zeit an. Bereits der ungarische Archäologe András Mócsy (1929–1987) hatte 1969 in Bezug auf den entdeckten Bernstein einschränkend festgestellt: „für die Datierung gewinnt man kaum etwas.“ Dieselbe nachrömische Zuordnung gilt ebenfalls für einen zuoberst in der aufgefundenen Brunnenanlage entdeckten germanischen Topf der 1946 publiziert wurde. Daher sind alle Überlegungen zu möglichen Handelsbeziehungen zwischen Barbaren und Römern in Verőcemaros-Dunamező hinfällig. Die nachrömischen Bewohner des Burgus waren Germanen, die sich hier niederließen.
Die Dachziegel (Tegulae und Imbrices) zeigten die eingestempelten Namen mehrerer hochrangiger Offiziere. So wurde der Name des Frigeridus dux mit 301 Exemplaren und die Tribunen Lupicinus, Terentianus, Olimpus sowie Caris mit zusammen 52 Stück aufgelesen. Dagegen trugen nur 12 Mauerziegel (Lateres) Stempel mit den Abkürzungen
- OF AR BONO MAG,
- OF ARAN VRSICINI und
- OF ARN VRSICINI MG.

Der Epigraphiker Barnabás Lőrincz (1951–2012) ermittelte aus diesen Angaben, dass der Ländeburgus entweder gegen Ende der Regierungszeit des Kaisers Constantius II. (337–360) oder während der Ära Valentinians I. (364–375) entstand. Frigeridus amtierte zwischen 371 und 373 n. Chr. in Valeria. Lupicinus war nach 368 bzw. vor 377 als Tribun tätig. Eine erste Namensnennung des Magisters Bonus hingegen geschah entweder bereits am Ende der Ära des Constantius II. oder gleichfalls in der nachfolgenden valentianischen Epoche. Die Stempel der OF ARN-Gruppe (unsichere Auflösung der Buchstaben zu: Officinae auxiliares ripenses) lassen sich ganz allgemein in die Zeit der Herrschaft der beiden vorher genannten Kaiser datieren. Da sich die Stempelabkürzungen AR, ARN bzw. ARAN einstweilen nicht eindeutig erklären lassen, bleiben die bisherigen Vorschläge spekulativ.
Mihály Nagy kam zu dem Schluss, dass eine Vielzahl von Bauten der valentinianischen Zeit nicht in römischen Fuß, sondern in Orthodoron vermaßt worden sind. Dies gilt auch für den Ländeburgus Verőcemaros-Dunamező.

## Limesverlauf vom Burgus Verőcemaros-Dunamező bis zum Kastell Dunabogdány
| Strecke | Name/Ort                                  | Beschreibung/Zustand |
| ------- | ----------------------------------------- | --- |
| 3       | Dunabogdány-Vadásztanya (Burgus Solva 31) | Sándor Soproni vermutete bei Dunabogdány-Vadásztanya, am Westufer des westlichen Donauarms einen bisher nicht nachgewiesenen Burgus. |
| 3       | Dunabogdány-Kőszegtő (Burgus Solva 32)    | Der aus örtlich anstehendem Andesit errichtete Burgus von Dunabogdány-Kőszegtő liegt gleichfalls am Westufer des westlichen Donauarms und wurde nahe einem von Westen nach Südosten verlaufenden Knick des Flusses errichtet. An der Uferseite hat der Strom die Mauern stark beschädigt, dort ist eine noch 1–1,50 Meter hohe und rund 10–11 Meter lange Mauer zu erkennen. Die in Opus incertum ausgeführten Überreste sind bereits von dem ungarischen Archäologie-Pionier Flóris Rómer (1815–1889) beschrieben worden. Der rechteckige Burgus ähnelt dem von Leányfalu und Budakalász, ist aber möglicherweise etwas kleiner gewesen. Die Donauseite war im Turminneren 14,06 Meter breit und seine zur Donau im rechten Winkel verlaufende innere Seite maß 13,06 Meter. Das aufgehende Turmmauerwerk wurde mit einer Stärke von 1,50 Metern bestimmt, die Fundamente waren 15 Zentimeter stärker. Um den Wehrbau war in 11,40 Metern Entfernung eine Umfassungsmauer gezogen. Neben Dachziegelbruchstücken wurden mehrere Stempelfragmente mit dem Aufdruck AP VALENTINI gefunden. Aufgrund des Stempelmaterials und der baulichen Erscheinung kann die Befestigung der Herrschaftszeit Kaiser Valentinians I. zugeordnet werden. |
| 3       | Dunabogdány (Burgus Solva 33)             | Südöstlich, in einem rechtwinkeligen, von Nordwesten nach Südwesten verlaufenden Donauknick notierte der Archäologe Lajos Barkóczi die Existenz eines rechteckigen Burgus. |
| 3       | Dunabogdány                               | Nur rund 600 Meter südwestlich liegen am Donauufer die Reste des Kastells Dunabogdány. |

## Denkmalschutz
Die Denkmäler Ungarns sind nach dem Gesetz Nr. LXIV aus dem Jahr 2001 durch den Eintrag in das Denkmalregister unter Schutz gestellt. Der Burgus Verőcemaros-Dunamező sowie alle anderen Limesanlagen gehören als archäologische Fundstätten nach § 3.1 zum national wertvollen Kulturgut. Alle Funde sind nach § 2.1 Staatseigentum, egal an welcher Stelle der Fundort liegt. Verstöße gegen die Ausfuhrregelungen gelten als Straftat bzw. Verbrechen und werden mit Freiheitsentzug von bis zu drei Jahren bestraft.